# Idioma ormuri
Ormuri ( pastún : اورموړی ژبه; persa : زبان ارموری ; literalmente, "idioma ormuri") también conocido como baraki, ormur, ormui o bargista, es un idioma iranio oriental hablado en el sudeste de Afganistán y Waziristán. Lo habla principalmente el pueblo burki en la ciudad de Kaniguram en Waziristán del Sur y Laugar , Afganistán. El idioma pertenece al grupo lingüístico del este de Irán. El número extremadamente reducido de hablantes convierte al ormuri en una lengua en peligro de extinción y se considera en estado "amenazado".
Ormuri se destaca por su inusual inventario de sonidos, que incluye una vibrante múltiple alveolar sonora que no existe en el pastún circundante. Ormuri también tiene fricativas alveolo-palatales sordas y sonoras (las sordas contrastan con la fricativa palato-alveolar sorda más común), que también existen en el Wazirwola de pastún, pero podrían haber sido adoptadas de ormuri debido a su proximidad.

## Clasificación
Ormuri se clasifica en los grupos lingüísticos indoeuropeo , indoiraní, iraní, iraní oriental, iraní sudoriental y ormuri-parachi. groups.

### Estado del idioma
Según el Proyecto de Lenguas en Peligro, el ormuri está muy amenazado. El lenguaje se utiliza para la comunicación cara a cara, sin embargo está perdiendo usuarios.

## Historia
El idioma Ormuri es utilizado por la tribu Ormur/Baraki en partes del valle de Kaniguram en Waziristán, Pakistán. El idioma también se utiliza en una pequeña parte de Provincia de Laugar, Afganistán.

### Pueblo ormuri
Un nombre alternativo utilizado por el pueblo Ormur es Baraki. Se cree que había entre ocho y diez mil familias en el área de Laugar a principios del siglo XIX y aproximadamente entre cuatrocientas y quinientas familias en Kaniguram a principios del siglo XX. La tribu Ormur no ocupa un territorio étnicamente homogéneo. En Afganistán, el pueblo ormur vive en comunidades mixtas con tayikos y pastunes. Mientras que en Pakistán el pueblo ormur vive sólo con los pastunes.
rastrear en el libro de Heródoto. El emperador persa Darío Hystaspes; El gobernador de Egipto conquistó las colonias griegas de Barca y Cirene en Libia y las llevó a Egipto a su regreso de una expedición. En ese momento, el rey regresaba de su campaña escita a su capital, Susa. A los Baraki se les dio una aldea en Bactria para vivir, que más tarde se llamó Barke. Después de dos mil trescientos cincuenta años, el pueblo todavía estaba habitado en 1891 dentro del mismo territorio.

### Idioma ormuri
El nombre 'Ormur' (orməṛ) se deriva originalmente del pashto (que significa fuego ). El primer hombre que hizo mención de la lengua baraki fue Babar, en su libro Baburnama. Ormuri, también llamado Birki en ese momento, fue una de las once a doce lenguas que Babar observó mientras estaba en la región de Kabul. Se sabe que muchos de los hablantes de ormuri son al menos bilingües o trilingües y hablan otras lenguas tribales como el pastún, el persa, el dari o el kaboli.
Pir Roshan (Bayazid Khan) fue uno de los primeros prosistas y compositores pashto conocidos de alfabetos pastúnes que utilizó varias palabras ormuri en su libro "Khairul-Bayan". Algunas de las palabras que se utilizaron en su libro fueron Nalattti (cerdos), Nmandzak de Mazdak (mezquita), Teshtan (propietario), Burghu (descaro), Haramunai (malo nacimiento), etc.

### Investigación

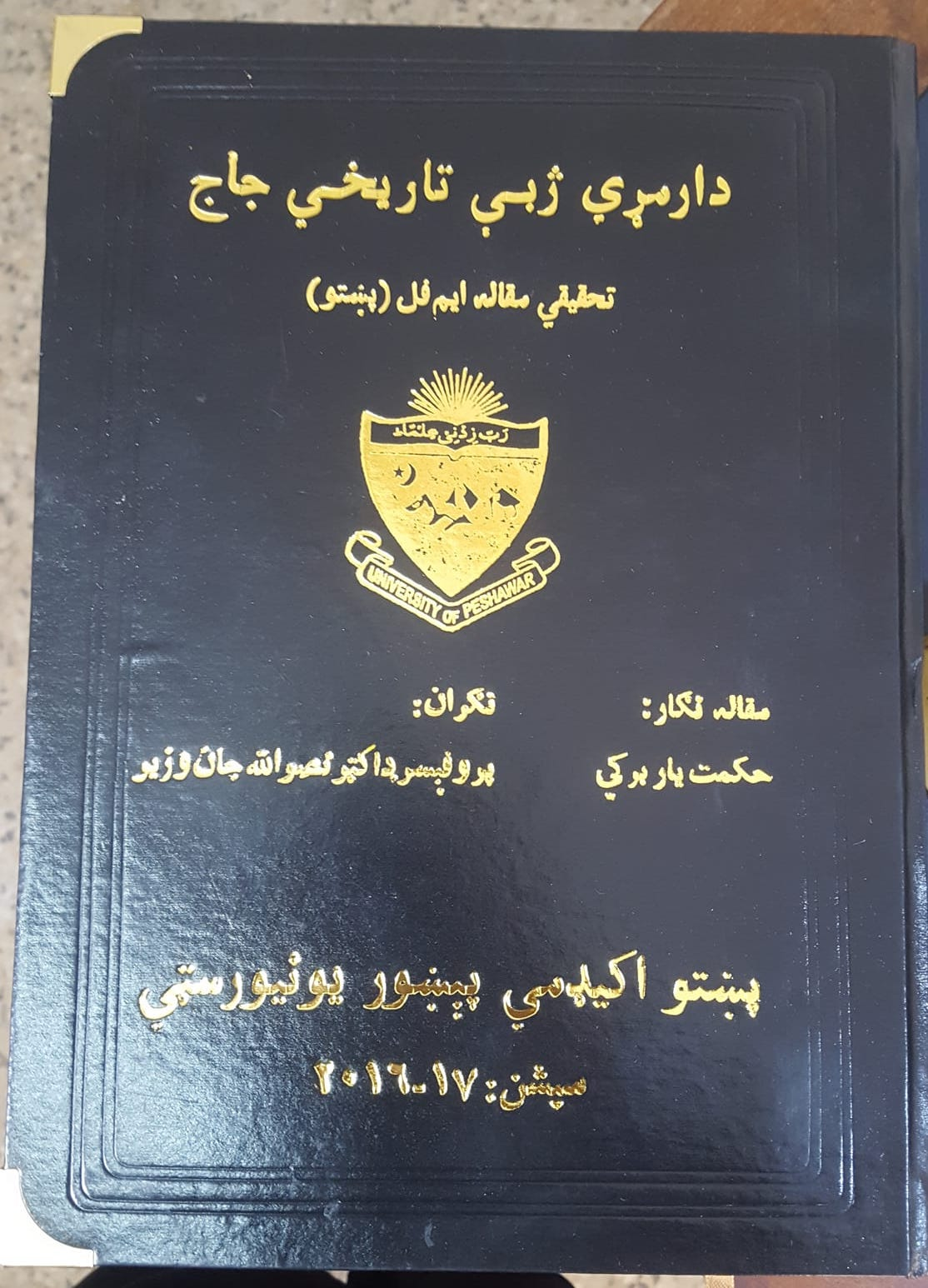
En Pastún: Un examen histórico de Ormuri

Hikmatyar Burki también obtuvo una maestría en Filosofía sobre ormuri y publicó su trabajo a través de la Academia Pastún.

## Distribución geográfica
Ormuri se habla principalmente en la ciudad de Kaniguram en Waziristán del Sur, Pakistán. Una pequeña población también lo habla en la localidad de Baraki Barak en la provincia de Laugar, Afganistán. El idioma cuenta con casi cincuenta seguidores en Afganistán y entre cinco y seis mil hablantes en Pakistán.

Distritos de la provincia de Logar. Esta imagen no incluye el distrito de Azra, ubicado al este de los distritos de Khoshi y Mohammad Agha.

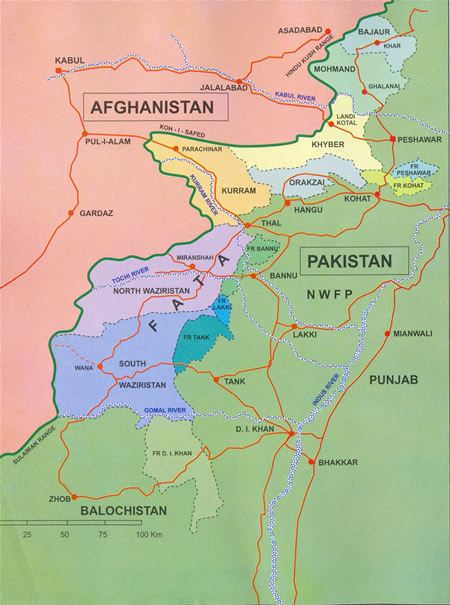
North (purple) y Waziristán del Sur (azul) y Áreas tribales administradas federalmente y provincias circundantes

### Dialectos
Hay dos dialectos de Ormuri; uno se habla en Kaniguram, Waziristán, que es el dialecto más arcaico, y el otro en Baraki-Barak, Logar. El dialecto Kaniguram no se entiende en Baraki-Barak. El lingüista Georg Morgenstierne escribió:

Mientras que Kaniguram ha tomado prestado libremente del Waziri Pastún, el vocabulario de Logar ha sido influenciado por otros dialectos pastúnes y, en mayor medida aún, por el persa.

El dialecto de Kaniguram es actualmente fuerte y lo habla una comunidad relativamente próspera de Ormur en una parte aislada de las escarpadas colinas de Waziristán. Sin embargo, la posición del dialecto de Baraki Barak no es fuerte. Morgenstierne escribió que le dijeron que:

El ormuri ya no se hablaba en Baraki Barak, la antigua sede de la tribu Ormur. Incluso un hombre que se decía que era de este pueblo negó la existencia de cualquier otra lengua que no fuera el persa y el pastún en su lugar natal.

#### Diferencias léxicas
|              | Logar | Kaniguram |
| ------------ | ----- | --------- |
| 'ciego'      | kor   | wond      |
| 'suave'      | narm  | nořh      |
| 'zorro'      | roba  | rawas     |
| 'pulga'      | kayk  | řak       |
| 'pastor'     | čopan | šwān      |
| 'peine'      | šåná  | šhak(k)   |
| 'lugar'      | jåy   | jikak     |
| 'para volar' | parók | buryék    |

#### Diferencias en formas fonéticas
|            | Logar  | Kaniguram   |
| ---------- | ------ | ----------- |
| 'ir'       | tsok   | tsek, tsyek |
| 'uni'      | še     | sa          |
| 'casa'     | ner    | nar         |
| 'seco'     | wuk    | wyok        |
| 'agua'     | wok    | wak         |
| 'sentarse' | nóstok | nástak      |

El sistema vocal de Ormuri se caracteriza por ser heterogéneo. El idioma consta de un subsistema de vocales que se encuentran nativas dentro del vocabulario ormuri, así como un subsistema de vocales que se considera "vocabulario prestado". Las diferencias observadas entre los dialectos Logar y Kaniguram se basan principalmente en la calidad de las vocales más que en la cantidad.
El sistema se basa en seis fonemas: i, e, a, å, o, u.
|          | Logar   | Kaniguram |
| -------- | ------- | --------- |
| 'uno'    | še      | sa        |
| 'tres'   | šo      | ři        |
| 'seis'   | xo      | ša        |
| 'arriba' | pa-bega | pa-beža   |
| 'nieve'  | ɣoš     | ɣoř       |

El sistema de consonantes varía ligeramente entre los dialectos de Kaniguram y Logar. El sistema de consonantes nativo Logar contiene 25 fonemas, mientras que el sistema Kaniguram tiene 27.

## Fonológia

### Consonantes[6]
|                                   |                    | Labiales | Dental/ Alveolares | Retroflejas | Postalveolares | Velares | Uvulares | Uvulares | Glotales |   |
| labiales                          | planas             | Labiales | Dental/ Alveolares | Retroflejas | Postalveolares | Velares | planas   |          | Glotales |   |
| Nasales                           | Nasales            | m        | n                  | (ɳ)         |                |         |          |          |          |   |
| Oclusivas                         | Sordas             | p        | t̪ t                | (ʈ)         |                | k       |          | (q)      |          |   |
| Oclusivas                         | Sonoras            | b        | d̪ d                | (ɖ)         |                | ɡ       |          |          |          |   |
| Africadas                         | Sordas             |          | t͡s                 |             | t͡ʃ             |         |          |          |          |   |
| Africadas                         | Sonoras            |          | d͡z                 |             | d͡ʒ             |         |          |          |          |   |
| Fricativas                        | Sordas             | f        | s                  | (ʂ)1        | ʃ              | x2      | χʷ1      | χ        |          | h |
| Fricativas                        | Sonoras            | w        | z                  | (ʐ)1        | ʒ              | ɣ2      | ʁʷ1      | ʁ        |          |   |
| Aproximantes                      | Aproximantes       | w        | l                  |             | j              | w       |          |          |          |   |
| Vibrante simple/Vibrante múltiple | plana              |          | r                  | (ɽ)         |                |         |          |          |          |   |
| Vibrante simple/Vibrante múltiple | Vibrante fricativa |          | r̝1                 |             |                |         |          |          |          |   |

1. Solo en Kaniguram.
2. Solo en Logar.

/t͡ʃ/ y /d͡ʒ/ son poco comunes en el vocabulario nativo. En ambos dialectos está muy extendida la libre variación de las africadas dentales y postalveolares. /r̝/ suele corresponder a /ʃ/ en Logar.
Ľubomír (2013) afirma que existe una fricativa no silibante retrofleja sorda [ɻ̊˔].

### Vocales
|              | Anteriores | Centrales | Posteriores | Posteriores |
| ------------ | ---------- | --------- | ----------- | ----------- |
| Cerradas     | i          |           | u           | u           |
| Semicerradas | e          |           | o           | o           |
| Abiertas     |            | a         | ɑ1          | ɒ2          |

1. Solo en Kaniguram.
2. Solo en Logar.

### Patrón silábico
Las palabras ormuri adecuadas tendrán los siguientes patrones silábicos: V, VC, CV, CCV, (C)VCC, CVC, CCVC, CCVCC. Ambos dialectos de Kaniguram y Logar tienen una estructura silábica similar.

#### Ejemplos
- a- este
- un/wun- mucho
- pe- padre
- gri- montaña
- åxt- ocho
- måx- nosotros
- spok- perro
- breš- quemar
- broxt- quemado
- wroxt- barba

Al final de ciertas palabras, CC aparece como espirante/sonante + oclusivo. Al separar la mayoría de las palabras en sílabas, un CC medial se dividirá:
- al-gox-tok- caer
- kir-ží- gallina
- er-zåk- venir

## Morfología
El idioma ha sufrido grandes cambios en comparación con el ormuri ancestral. Para la morfología nominal (sustantivos, adjetivos y pronombres), aspectos del dialecto Kaniguram de género gramatical se han perdido por completo en el Logar. En cuanto a la morfología verbal, existe una mayor variedad de conjugaciones de formas modales y de aspecto temporal basadas en la raíz del tiempo presente. También se hace una distinción entre palabras masculinas y femeninas según el sistema de tiempo pasado. Finalmente, existe un mayor número de distinciones dentro del sistema de formas de aspecto temporal y existen diferentes tipos de construcciones ergativas.
Existe un sistema desarrollado de inflexiones de sustantivos y verbos. Las partes nominales del discurso contienen: tres números (singular, dual y plural), tres géneros (masculino, femenino y neutro) y el verbo tiene dos voces (activa y media). Se elimina la categoría de caso (pérdida en sustantivos, adjetivos, numerales y ciertos pronombres). También hay una pérdida completa de la categoría de género, que varía según el dialecto (pérdida completa en Logar y formas rudimentarias masculinas y femeninas permanecen en Kaniguram). En Logar, la mayoría de los sustantivos y adjetivos ormuri originales tienen una raíz simple que termina en consonante y algunos sustantivos terminan en átono (o rara vez acentuado) -a o -i. Mientras que en Kaniguram, la raíz generalmente termina en consonante, pero tanto los sustantivos como los adjetivos pueden terminar en -a o -i.

## Ortografía
Ormuri utiliza el alfabeto pastún con letras adicionales ڒ /r̝/ ,  ݫ  /ʑ/  y ݭ /ɕ/  : 
| Nombre    | AFI           | Transliteración | Forma contextual | Forma contextual | Forma contextual | Aislada | Latino        | Unicode(Hex)   |
| Nombre    | Símbolo       | Transliteración | Final            | Medio            | Inicial          | Aislada | Latino        | Unicode(Hex)   |
| --------- | ------------- | --------------- | ---------------- | ---------------- | ---------------- | ------- | ------------- | -------------- |
| alif      | [ɑ]           | ā               | ـا               | ـا               | آ, ا             | آ, ا    | Ā ā           | U+0627, U+0622 |
| be        | [b]           | b               | ـب               | ـبـ              | بـ               | ب       | B b           | U+0628         |
| pe        | [p]           | p               | ـپ               | ـپـ              | پـ               | پ       | P p           | U+067E         |
| te        | [t̪]           | t               | ـت               | ـتـ              | تـ               | ت       | T t           | U+062A         |
| ṭe        | [ʈ]           | ṭ               | ـټ               | ـټـ              | ټـ               | ټ       | Ṭ ṭ           | U+067C         |
| se        | [s]           | s               | ـث               | ـثـ              | ثـ               | ث       | S s           | U+062B         |
| jim       | [d͡ʒ]          | j               | ـج               | ـجـ              | جـ               | ج       | J j           | U+062C         |
| če        | [t͡ʃ]          | č               | ـچ               | ـچـ              | چـ               | چ       | Č č           | U+0686         |
| he        | [h]           | h               | ـح               | ـحـ              | حـ               | ح       | H h           | U+062D         |
| xe        | [x]           | x               | ـخ               | ـخـ              | خـ               | خ       | X x           | U+062E         |
| tse       | [t͡s]          | ts              | ـڅ               | ـڅـ              | څـ               | څ       | Ts ts         | U+0685         |
| dzim      | [d͡z]          | dz              | ـځ               | ـځـ              | ځـ               | ځ       | Dz dz         | U+0681         |
| dāl       | [d̪]           | d               | ـد               | ـد               | د                | د       | D d           | U+062F         |
| ḍāl       | [ɖ]           | ḍ               | ـډ               | ـډ               | ډ                | ډ       | Ḍ ḍ           | U+0689         |
| zāl       | [z]           | z               | ـذ               | ـذ               | ذ                | ذ       | Z z           | U+0630         |
| re        | [r]           | r               | ـر               | ـر               | ر                | ر       | R r           | U+0631         |
| xře       | [r̝]           | ř               | ـڒ               | ـڒ               | ڒ                | ڒ       | Ř ř           | U+0692         |
| ṛe        | [ɽ]           | ṛ               | ـړ               | ـړ               | ړ                | ړ       | Ṛ ṛ           | U+0693         |
| ze        | [z]           | z               | ـز               | ـز               | ز                | ز       | Z z           | U+0632         |
| že        | [ʒ]           | ž               | ـژ               | ـژ               | ژ                | ژ       | Ž ž           | U+0698         |
| źe        | [ʑ]           | ź               | ـݫ               | ـݫ               | ݫ                | ݫ       | Ź ź           | U+076B         |
| sin       | [s]           | s               | ـس               | ـسـ              | سـ               | س       | S s           | U+0633         |
| šin       | [ʃ]           | š               | ـش               | ـشـ              | شـ               | ش       | Š š           | U+0634         |
| śin       | [ɕ]           | ś               | ـݭ               | ـݭـ              | ݭـ               | ݭ       | Ś ś           | U+076D         |
| swād      | [s]           | s               | ـص               | ـصـ              | صـ               | ص       | S s           | U+0635         |
| zwād      | [z]           | z               | ـض               | ـضـ              | ضـ               | ض       | Z z           | U+0636         |
| twe       | [t]           | t               | ـط               | ـطـ              | طـ               | ط       | T t           | U+0637         |
| zwe       | [z]           | z               | ـظ               | ـظـ              | ظـ               | ظ       | Z z           | U+0638         |
| ayn       | [ɑ]           | ā               | ـع               | ـعـ              | عـ               | ع       | Ā ā           | U+0639         |
| ğayn      | [ɣ]           | ğ               | ـغ               | ـغـ              | غـ               | غ       | Ğ ğ           | U+063A         |
| fe        | [f]           | f               | ـف               | ـفـ              | فـ               | ف       | F f           | U+0641         |
| qāp       | [q] / [k]     | q               | ـق               | ـقـ              | قـ               | ق       | Q q           | U+0642         |
| kāp       | [k]           | k               | ـک               | ـکـ              | کـ               | ک       | K k           | U+06A9         |
| gāp       | [ɡ]           | g               | ـګ               | ـګـ              | ګـ               | ګ       | G g           | U+06AB         |
| lām       | [l]           | l               | ـل               | ـلـ              | لـ               | ل       | L l           | U+0644         |
| mim       | [m]           | m               | ـم               | ـمـ              | مـ               | م       | M m           | U+0645         |
| nun       | [n]           | n               | ـن               | ـنـ              | نـ               | ن       | N n           | U+0646         |
| ṇun       | [ɳ]           | ṇ               | ـڼ               | ـڼـ              | ڼـ               | ڼ       | Ṇ ṇ           | U+06BC         |
| nūn ğunna | [ ̃]           | ̃ (sobre vocal)  | ں                | ـنـ              | نـ               | ں       | N n           | U+06BA         |
| wāw       | [w], [u], [o] | w, u, o         | ـو               | ـو               | و                | و       | W w, U u, O o | U+0648         |
| he        | [h], [a]      | h, a            | ـه               | ـهـ              | هـ               | ه       | H h, A a      | U+0647         |
| kajīra he | [ə]           | ə               | ـۀ               |                  |                  | ۀ       | Ə ə           | U+06C0         |
| ye        | [j], [i]      | y, i            | ـي               | ـيـ              | يـ               | ي       | Y y, I i      | U+064A         |
| ye        | [e]           | e               | ـې               | ـېـ              | ېـ               | ې       | E e           | U+06D0         |
| ye        | [ai], [j]     | ay, y           | ـی               | ـ                | ـ                | ی       | Ay ay, Y y    | U+06CC         |
| ye        | [əi]          | əi              | ـئ               | ـئـ              | ئـ               | ئ       | Əi əi, Y y    | U+0626         |

## Recursos
- Imprimación Ormuri Archivado el 12 de abril de 2021 en Wayback Machine.
- Qawaid e Bargistā Archivado el 12 de abril de 2021 en Wayback Machine. (en Hindustani)
- La lengua ormuri en el pasado y el presente
- Estudio lingüístico de la India (volumen 10): Ormuri en las páginas 123 a 325
- Indo-Iranian Lenguas fronterizas (Volumen 1): Parachi y Ormuri
- Clíticos de Ormuri Archivado el 10 de mayo de 2017 en Wayback Machine.